# 石原夜叉坊
石原夜叉坊（いしはら やしゃぼう、1991年7月23日 - ）は、日本の男性総合格闘家。鹿児島県徳之島出身。チーム・アルファメール・ジャパン所属。
リングネームの夜叉坊は、石原の産まれ故郷である徳之島の方言で暴れん坊、やんちゃ坊主という意味である。

## 来歴
格闘技を始める以前は野球を経験し、野球の名門樟南高校に推薦で進学。退学後に地下格闘技に出場するようになり、2011年にプロ総合格闘家デビュー。

### 修斗
2011年12月18日、修斗フェザー級（-60kg）新人王決定トーナメント決勝戦で田中路教と対戦し、判定負け。
2012年9月23日、修斗でジャングル伊藤と対戦。1Rに石原がテイクダウンを奪いかけた際、伊藤の体がリングから出て、伊藤が負傷を訴えたため、テクニカルドローとなった。しかし、この試合内容が評価され、石原はこの試合を機に修斗クラスAに昇格した。
2014年2月23日、VTJ 4thで佐々木憂流迦と対戦し、2Rにリアネイキッドチョークで一本負け。

### Road to UFC: Japan
2015年、リアリティ番組「Road to UFC: Japan」に参加。ジョシュ・バーネット率いるチーム・バーネットに所属。フェザー級トーナメント1回戦で安藤達也と対戦し、2-0の判定勝ち。準決勝では西浦"ウィッキー"聡生と対戦し、2-1の僅差の判定勝ちを収め決勝進出を果たした。
2015年9月27日、UFC Fight Night: Barnett vs. NelsonのRoad to UFC: Japan決勝で廣田瑞人と対戦し、1-1の判定で引き分けたものの、UFCとの契約を勝ち取った。

### UFC
2016年3月5日、UFC 196に試合3週間前という急なオファーを受けて出場。ジュリアン・エロサと対戦し、2Rに左フックでダウンを奪いパウンドでKO勝ちを収めた。
2016年8月6日、UFC Fight Night: Rodriguez vs. Caceresでオラシオ・グティエレスと対戦し、左フックでダウンを奪うと、最後は立ち上がろうとしたグティエレスに追撃のパウンドでKO勝ち。パフォーマンス・オブ・ザ・ナイトを受賞した。
2016年11月19日、UFC Fight Night: Mousasi vs. Hall 2でアルテム・ロボフと対戦。3Rに左フックでダウンを奪う場面があったが、0-3の判定負けを喫した。
2017年7月7日、The Ultimate Fighter 25 Finaleでグレイ・メイナードと対戦。徹底してタックルを仕掛けるメイナードの戦法に苦しみ、0-3の判定負け。
2017年9月23日、2年ぶりの日本凱旋となったUFC Fight Night: Saint Preux vs. Okamiでロランド・ディと対戦。1R開始早々に左ストレートでダウンを奪うと試合を優位に進め3-0の判定勝ちを収めた。
2018年2月11日、階級をバンタム級に戻し、UFC 221でホセ・キノネスと対戦。2Rに左フックでダウンを奪ったが0-3の判定負け。
2018年6月23日、UFC Fight Night: Cowboy vs. Edwardsでピョートル・ヤンと対戦。1Rに右ストレートでダウンを奪われると、追撃のパウンドを受けてキャリア初のKO負けを喫した。
2019年2月10日、UFC 234でカン・ギョンホと対戦。1Rにカウンターの左フックでダウンを奪ったが、激しい打撃戦の末にバックを取られリアネイキドチョークで一本負け。3連敗となり、UFCをリリースされた。

### UFC以降
2021年1月31日、約2年ぶりの試合となったPROFESSIONAL SHOOTO 2021開幕戦で祖根寿麻と対戦。2Rにダウンを奪われ、3R判定負けを喫した。
その後、米国の総合格闘技団体で試合を次々と行い、2024年12月29日にSHOOTO 2024 Final in Osakaで3年11ヶ月ぶりとなる凱旋試合として轟轟と対戦。1Rに左フックでダウンを奪い追撃のパウンドでTKO勝ちを収めた。

## 戦績

### 総合格闘技
| 総合格闘技 戦績 | 総合格闘技 戦績 | 総合格闘技 戦績 | 総合格闘技 戦績 | 総合格闘技 戦績 | 総合格闘技 戦績 | 総合格闘技 戦績 |
| --------------- | --------------- | --------------- | --------------- | --------------- | --------------- | --------------- |
| 30 試合         | (T)KO           | 一本            | 判定            | その他          | 引き分け        | 無効試合        |
| 14 勝           | 11              | 1               | 2               | 0               | 3               | 0               |
| 13 敗           | 2               | 4               | 7               | 0               | 3               | 0               |

| 勝敗 | 対戦相手                 | 試合結果                             | 大会名                                                                           | 開催年月日     |
| ×    | 青井太一                 | 1R 2:07 KO（右フック）               | PROFESSIONAL SHOOTO 2025 Vol.3                                                   | 2025年5月19日  |
| ○    | 轟轟                     | 1R 0:50 TKO（左フック→パウンド）     | SHOOTO 2024 Final in Osaka                                                       | 2024年12月29日 |
| ×    | ブルーノ・ソウザ         | 5分3R終了 判定0-3                    | URIJAH FABER'S A1 COMBAT 14                                                      | 2023年9月2日   |
| ×    | ヴィンス・モラレス       | 2R 1:17 アナコンダチョーク           | XMMA 6                                                                           | 2023年5月3日   |
| ○    | ウィリー・ゲイツ         | 1R 3:12 リアネイキドチョーク         | A1combat 9                                                                       | 2023年3月18日  |
| ×    | フランシスコ・リベラ     | 5分3R終了 判定0-3                    | UNF 2                                                                            | 2022年8月20日  |
| ○    | ウェスティン・ウィルソン | 1R 3:29 KO (左ストレート)            | XMMA 5                                                                           | 2022年7月24日  |
| ○    | ホセ・ヘルナンデス       | 2R 3:53 TKO (左ストレート→パウンド)  | Urijah Faber's A1 Combat 1                                                       | 2022年5月21日  |
| △    | ヴィニシウス・ザニ       | 5分3R終了 判定0-1                    | Fury FC 52                                                                       | 2021年10月17日 |
| ×    | リヴァイ・モウルズ       | 1R 2:44 リアネイキドチョーク         | Fury FC 48                                                                       | 2021年7月25日  |
| ×    | 祖根寿麻                 | 5分3R終了 判定0-3                    | 修斗 PROFESSIONAL SHOOTO 2021開幕戦                                              | 2021年1月31日  |
| ×    | カン・ギョンホ           | 1R 3:59 リアネイキドチョーク         | UFC 234: Adesanya vs. Silva                                                      | 2019年2月10日  |
| ×    | ピョートル・ヤン         | 1R 3:28 TKO（右ストレート→パウンド） | UFC Fight Night: Cowboy vs. Edwards                                              | 2018年6月23日  |
| ×    | ホセ・キノネス           | 5分3R終了 判定0-3                    | UFC 221: Romero vs. Rockhold                                                     | 2018年2月11日  |
| ○    | ロランド・ディ           | 5分3R終了 判定3-0                    | UFC Fight Night: Saint Preux vs. Okami                                           | 2017年9月23日  |
| ×    | グレイ・メイナード       | 5分3R終了 判定0-3                    | The Ultimate Fighter 25 Finale                                                   | 2017年7月7日   |
| ×    | アルテム・ロボフ         | 5分3R終了 判定0-3                    | UFC Fight Night: Mousasi vs. Hall 2                                              | 2016年11月19日 |
| ○    | オラシオ・グティエレス   | 1R 2:32 KO（左フック→パウンド）      | UFC Fight Night: Rodriguez vs. Caceres                                           | 2016年8月6日   |
| ○    | ジュリアン・エロサ       | 2R 0:34 KO（左フック→パウンド）      | UFC 196: McGregor vs. Diaz                                                       | 2016年3月5日   |
| △    | 廣田瑞人                 | 5分3R終了 判定1-1                    | UFC Fight Night: Barnett vs. Nelson 【Road to UFC: Japan 決勝】                  | 2015年9月27日  |
| ○    | ジョ・ジュンファン       | 2R 2:24 TKO（スタンドパンチ連打）    | VTJ 5th                                                                          | 2014年6月28日  |
| ×    | 佐々木憂流迦             | 2R 1:46 リアネイキドチョーク         | VTJ 4th                                                                          | 2014年2月23日  |
| ○    | 森興二                   | 1R 2:12 KO（左フック）               | VTJ 2nd                                                                          | 2013年6月22日  |
| △    | ジャングル伊藤           | 1R 4:48 テクニカルドロー             | 修斗 BORDER -season4- 2nd                                                        | 2012年9月23日  |
| ○    | AKI                      | 1R 0:19 KO(パウンド)                 | 修斗 SHOOTO GIG WEST 14                                                          | 2012年7月8日   |
| ○    | チェ・ジュンブン         | 1R 1:03 KO（左ストレート）           | 修斗 BORDER -season4- first                                                      | 2012年4月1日   |
| ×    | 田中路教                 | 5分2R終了 判定0-3                    | 修斗 THE ROOKIE TOURNAMENT 2011 FINAL 【新人王決定トーナメント フェザー級 決勝】 | 2011年12月18日 |
| ○    | 山本賢治                 | 1R 0:16 KO（左ストレート）           | 修斗 BORDER -season3-「轟雷」 【新人王決定トーナメント フェザー級 準決勝】       | 2011年9月4日   |
| ○    | 角田成稔                 | 1R 4:56 KO（パンチ）                 | 修斗 SHOOTO GIG WEST 13 【新人王決定トーナメント フェザー級 2回戦】              | 2011年6月5日   |
| ○    | Dr.takuya                | 5分2R終了 判定3-0                    | 修斗 BORDER -season3-「春雷」 【新人王決定トーナメント フェザー級 1回戦】        | 2011年4月3日   |

### キックボクシング
| 勝敗 | 対戦相手           | 試合結果                   | 大会名                    | 開催年月日     |
| ×    | 海人               | 3R終了＋延長2R終了 判定0-2 | S-cup世界トーナメント2014 | 2014年11月30日 |
| ○    | キム・ヒュンチョル | 2R終了時 TKO               | SHOOT BOXING 2014 act.4   | 2014年9月20日  |

## 表彰
- UFC パフォーマンス・オブ・ザ・ナイト（1回）